# Zhou-dynastiet
Zhou-dynastiet (kinesisk: 周朝; Pinyin: Zhōu Cháo; Wade-Giles: Chou Ch`ao; 1022 f.Kr. til 256 f.Kr.) efterfulgte Shang-dynastiet og blev efterfulgt af Qin-dynastiet i Kina. Zhou-dynastiet varede længere end noget andet dynasti i Kinas historie. Det var i denne periode, at man begyndte at bruge jern i Kina.
Zhou dynastiet er delt op i to: Vestlig Zhou og Østlig Zhou. Skiftet fra vestlig til østlig skete, da lederen af det vestlige Zhou, kong You, døde, hvorefter sønnen, Ping, overtog magten og flyttede hovedstaden fra Hao til Chengzhou ved Luoyang (den nuværende Henan-provins) i året 770 f.Kr. Dette indledte det østlige Zhous periode. Perioden under det vestlige Zhou kan yderligere opdeles i to store perioder – 春秋时代, "Forår-efterårsperioden" fra ca. 771-481 f.Kr., og 战国时代, "De stridende staters tid" (ca. 481-221 f.Kr.).
| Historie | Spire Denne historieartikel er en spire som bør udbygges. Du er velkommen til at hjælpe Wikipedia ved at udvide den. |